# マツダ・タイタン
タイタン（TITAN）はマツダが販売する小型および中型トラックである。

## 概要
積載量1.25-4.5t級の小型・中型トラックで、ディーゼル車・CNG圧縮天然ガスエンジン車が存在する。1970年代後半には、電気モーターと併用のディーゼルハイブリッド車もあった。
かつてのラインナップは全てマツダ独自開発車両で、マツダの本社が存在する広島県安芸郡府中町の工場で生産されていたが、現在は自社生産を中止し、いすゞ自動車からエルフのOEM供給を受けている。
2代目タイタンのCMには、手塚治虫原作の鉄腕アトム（1980年 - 1981年のテレビアニメ版）が起用されており、後輪のマットガード（泥よけ）にアトムが描かれていた。
日本国外ではマツダ・Tシリーズとして販売されていた。
初代から3代目までのタイタンはフォードへOEM供給され、主にオセアニア地域において「フォード・トレーダー」の名称で販売されていたほか、2000年代後半に北米地域において4代目を基にしたキャビンを装着したトラック「フォード・LCF」が生産されていた。
マツダ独自開発時代の4WD車の特筆すべき点は、このクラスの通常の四輪駆動車だと差動装置の存在によりキャブステップ高およびキャブ全高が上がってしまうことが多いが、タイタンの場合はキャブ内に差動装置を食い込ませることによってそれらが上がるのを最小限に抑えている。ただし、食い込ませたことにより前席間が高く盛り上がり、シートを設けることができなかったため乗車定員が2名となっている（小型のタイタンダッシュを除く）。

## 歴史（自社生産モデル）

### 初代（1971年-1980年）

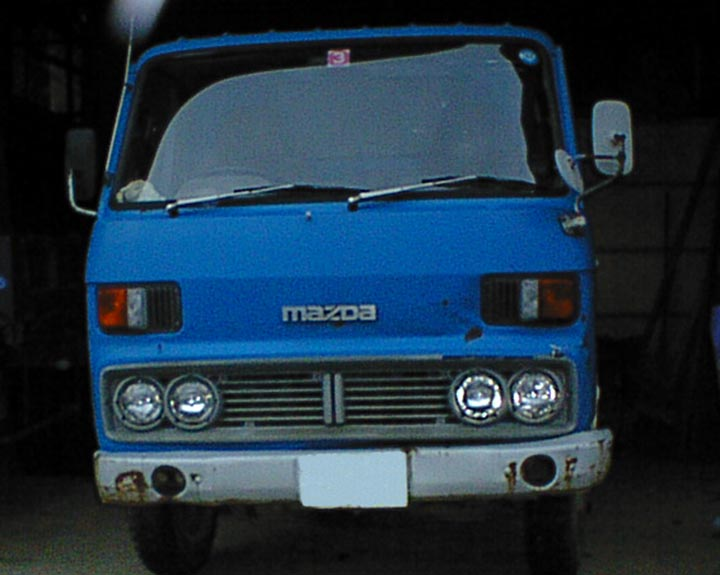
初代タイタン 後期型

- 1971年（昭和46年）8月 - Eシリーズ[2]の後継として初代発表。エンジンはVA型直列4気筒1,985cc（92ps）ガソリンとXA型直列4気筒2,522cc（77ps）ディーゼルを搭載した。ボディカラーがガソリンがアポロイエロー、ディーゼル車がオリンピアブルーで色分けをしているのが特徴である。
- 1972年（昭和47年）
  - 1月 - 1.5t積のタイタンライト（タイタンL）を発売。
  - 4月 - HA型2700cc（81ps）ディーゼルエンジンを搭載するタイタン2700を発売。
- 1973年（昭和48年）
  - 8月 - 使い易さの向上と保安基準対策でマイナーチェンジ。変更点はクラッチ踏力軽減、2系統ブレーキ、助手席シートベルトとヘッドレストの採用、フロントとリアの方向指示器をアンバー色に、フロントの車幅灯をクリアに変更された。
  - 10月 - タイタンシリーズに低床3方開車2機種を追加。従来の低床1方開車の低い荷台の持つ荷役性の良さと両側面からの荷役の利便を考えて低床3方開車としたものである。
- 1976年（昭和51年）
  - 3月 - タイタン2t積ディーゼルに荷台の広い幅広ダンプを発売した。
  - 4月 - 英国パーキンス社と共同開発したXC型直列4気筒3,663cc（100ps）ディーゼルエンジンを搭載するタイタン3700を発売。低回転域で高性能を発揮した。最大積載量は2t及び3.5t。また排気ブレーキ、チルトキャブ、オーバーフェンダーを採用し、パワーステアリングが標準装備となった。
  - 6月 - タイタンライトに低床後輪ダブルタイヤを採用したワイドローを追加。後輪タイヤに従来よりも3インチ小さい13インチのダブルタイヤを採用し、低床でフラットな荷台を実現している。
- 1977年（昭和52年）5月 - マイナーチェンジ。フェイスリフトと共に、エンブレムをマツダのロゴマーク（小文字のmをアレンジした丸型のマーク）から「MAZDA」の文字へ変更。ディーゼルを2700ccから3000cc（86ps）へアップ。テールランプを、前期型では単独1灯だった後退灯を2灯に増設してテールランプと統合。CMキャラクターにボンゴシリーズと共に山城新伍を起用。

韓国の起亜自動車でも全く同じ名称で1997年頃までライセンス生産されていた。

### 2代目（1980年-1989年）

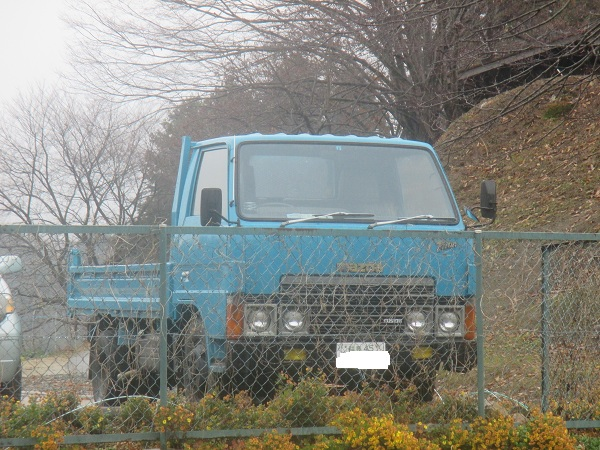
前期型（1980年-1984年）

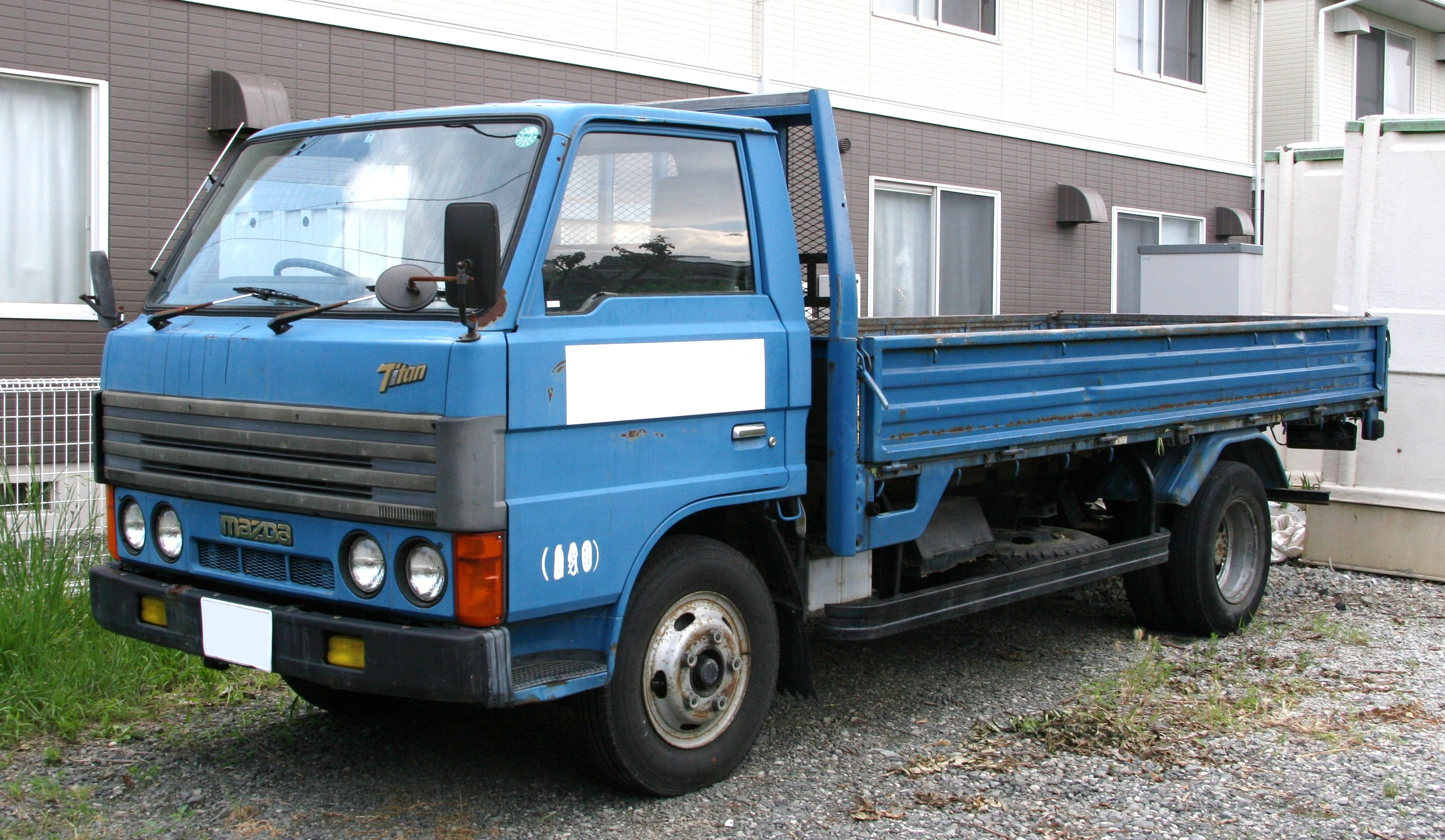
中期型（1984年-1987年）

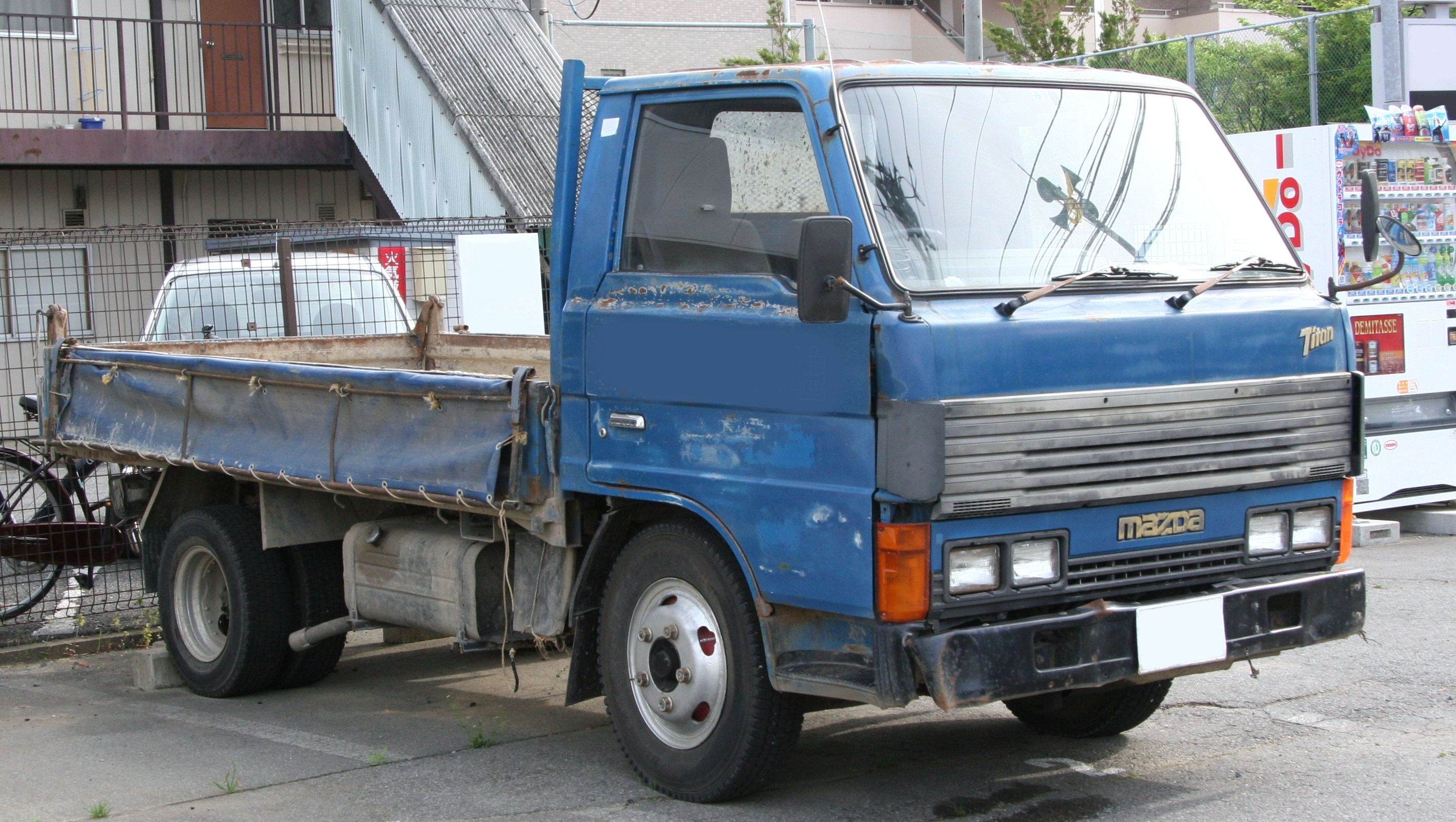
後期型（1987年-1989年）

- 1980年（昭和55年）10月 - 2代目発表。エンジンはディーゼルのみで、2,500 cc、3,000 cc直列4気筒のHA型と4,000 cc直列6気筒を搭載。このモデルには2ウェイシフトと名づけられた副変速機が設定されていた。リアコンビネーションランプを2連に変更し、後退灯を独立。
- 1984年（昭和59年）5月 - マイナーチェンジ。フロントグリルを変更。昭和58年排出ガス規制適合。3,500 cc直列4気筒のSL型追加。
- 1987年（昭和62年）- マイナーチェンジ。ヘッドランプを丸形4灯から角形4灯（いずれも規格型）に変更、DIN規格のオーディオスペースが設けられる。直列6気筒エンジンに変わり、直列4気筒のSL型をターボ化。

このタイタンにはキャンターやアトラスといった競合車同様、ウォークスルーバンが存在した。ウォークスルーバンは丸形2灯のヘッドランプが特徴であった。
インドのSMLいすゞ（旧・スワラジマツダ）ではこの型とパークウェイをベースとしたバスや救急車が、マツダとの関係が解消された現在も生産されている。2022年4月現在でもSMLI公式サイトでトラックのSamrat1213XTとスクールバスの｢プレステージスクールバスBS-VI｣の存在が確認できる。これらはSMLブランドでの販売となるが、2015年6月の時点ではSMLブランドだけではなく、いすゞブランドでも生産されるという日本とは逆の状況が発生していた。

### 3代目（1989年-2000年）

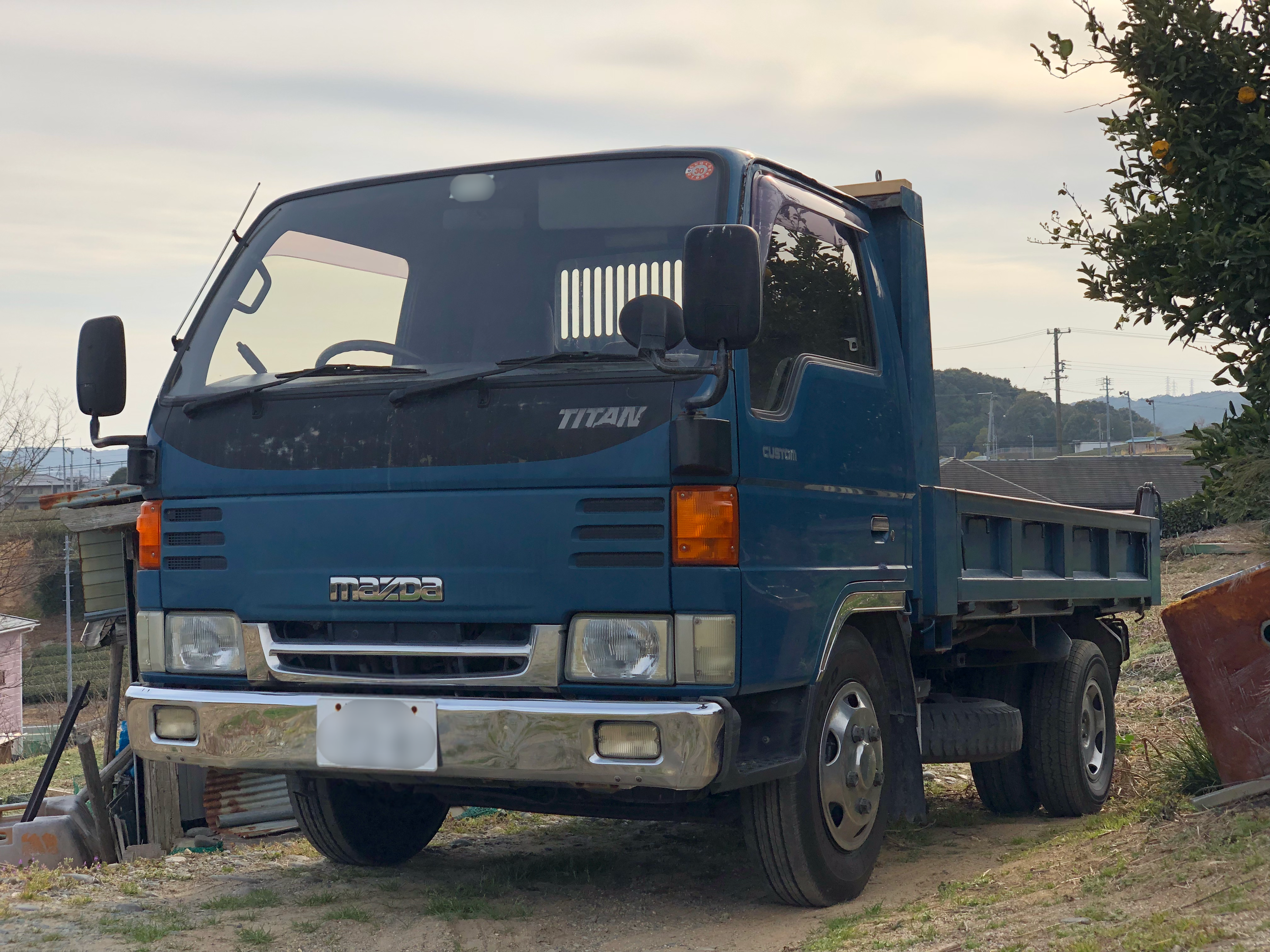
3代目 後期型 カスタムグレード

- 1989年（平成元年）5月 - 3代目発表。車名ロゴをTitanからTITANに変更。3代目にはマッドガード（泥除け）には「タイタン」と入る。

全車にパワーステアリングが装備され、4速ATとクラス初のキャブサスペンションが採用され、キャブサスペンション装備車（3000cc以上のディーゼル車、シングルキャブのみ）にはフロントの車名ロゴの下に「CAB SUSPENSION」のロゴが入る。また、リアコンビネーションランプの形式が初代後期と同じ3連に戻された。なおⅢ型のmazdaエンブレムは、一連のマツダ車としては最大のものが装着されていた。エンジンは新たに直4・4021ccのTF型を追加。
- 1992年（平成4年）4月 - マイナーチェンジ。ヘッドランプを角型4灯から異型に変更。4553cc・130馬力のTM型エンジンを追加。
- 1995年（平成7年）3月 - マイナーチェンジ。

ヘッドランプを異型から角型4灯に変更。平成6年排出ガス規制適合。高出力車にはいすゞ製エンジン（4HF1/4HG1型）を搭載。「MAZDA」ロゴの大きさを変更。シートの形状を一新し、より厚みのある物を採用した。ラジオ装着車は時計機能付きAM/FMラジオ+2スピーカーとなる。
- 1997年（平成9年）10月 - マイナーチェンジ。

ヘッドランプを角型4灯から異形（ボンゴブローニイ用のヘッドライト）へ、「TITAN」の文字を赤から白へ変更。この時からキャブサスペンション装備車のフロントの車名ロゴの下にある「CAB SUSPENSION」のロゴが無くなった。フォグランプが全車標準装備となり、撥水ドアミラー&ドアガラスがカスタム仕様車に装備されるなど装備の充実が図られた。クラス初の耐候性鋼板をダンプ全車の荷台に採用して耐久性が向上した。
- 1999年（平成11年）
  - 5月28日 - 一部改良[3]。

エンジンの排出ガスのクリーン化により、4.0Lエンジンを除き平成10年排出ガス規制に適合。このほか、ブレーキの改良による制動性能向上、荷台のアオリの開閉補助装置の変更（ダンパー式からコイルスプリング式に変更）、撥水ドアミラー&ドアガラスのデラックス仕様への拡大適応、バリエーションの追加（フルワイドロー車の設定）を行った。
  - 11月29日 - 4.0L車を改良し、平成10年排出ガス規制に適合[4]。

### 4代目（2000年-2004年、タイタンダッシュ: 2000年-2010年）
- 2000年（平成12年）

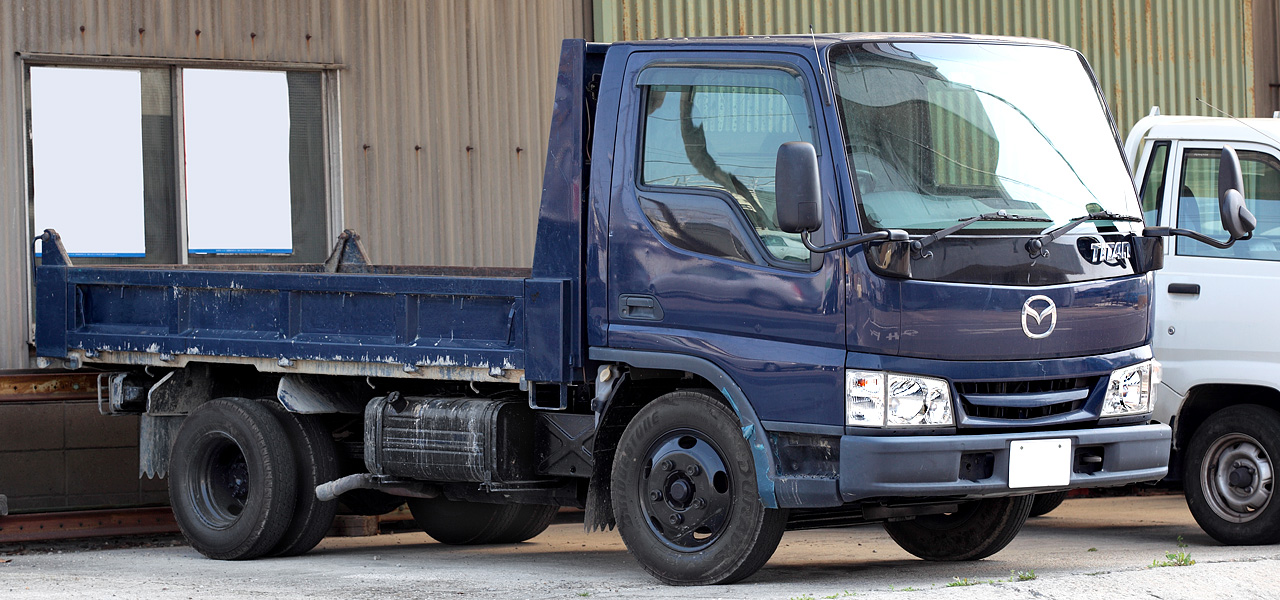
4代目

  - 5月25日 - 4代目発表[5]。4ナンバーハイルーフ車と箱バン専用シャシーを新設定した。
  - 10月25日 - 積載量1t級のタイタンダッシュを追加[6]。これに伴いボンゴブローニィトラックが販売終了となる。
  - 11月21日 - CNG車追加[7]。4.0Lディーゼル車のエンジンをベースにCNG仕様に変更したもので、標準キャビン・標準ボディ・フルワイドロー車と標準キャビン・高床ローフレームシャシー車（塵芥車用）の2タイプが設定される。
- 2003年（平成15年）7月4日 - 小型トラックのタイタンダッシュ・ボンゴトラック及び輸出向けのボンゴブローニイトラックを2003年8月以降、プレス工業に委託生産する事を発表[8]。
- 2004年（平成16年）
  - 6月24日 - タイタンが5代目（いすゞ・エルフのOEM供給）に移行。小型トラックのタイタンダッシュは継続。
  - 12月3日 - タイタンダッシュを一部改良[9]。ディーゼル車はボンゴと同型の2.0LディーゼルターボエンジンとDPFを採用し、新短期規制に適合。また、これまで設定が無かったタイプにも運転席エアバッグが標準装備される。
- 2005年（平成17年）11月1日 - タイタンダッシュを一部改良[10]。ヘッドライトの光軸調整機能を追加し灯火器規制に適合した。
- 2007年（平成19年）8月 - タイタンダッシュを一部改良[11]。ディーゼル車はDPFの容量拡大とエンジン圧縮比の変更により、積載量1t以下の小型バン/トラッククラス初の新長期排出ガス規制に適合し、さらに燃費も向上。装備面も充実が図られ、全車に時間調整式ワイパーとバックパネルトレイを、「カスタム」仕様にCDデッキの設定を追加した。
- 2010年（平成22年）8月 - 既存のボンゴトラックに統合される形でタイタンダッシュが販売終了。

## 歴史（OEMモデル）

### 1.5t積 - 4t積系

#### 5代目（2004年-2007年）

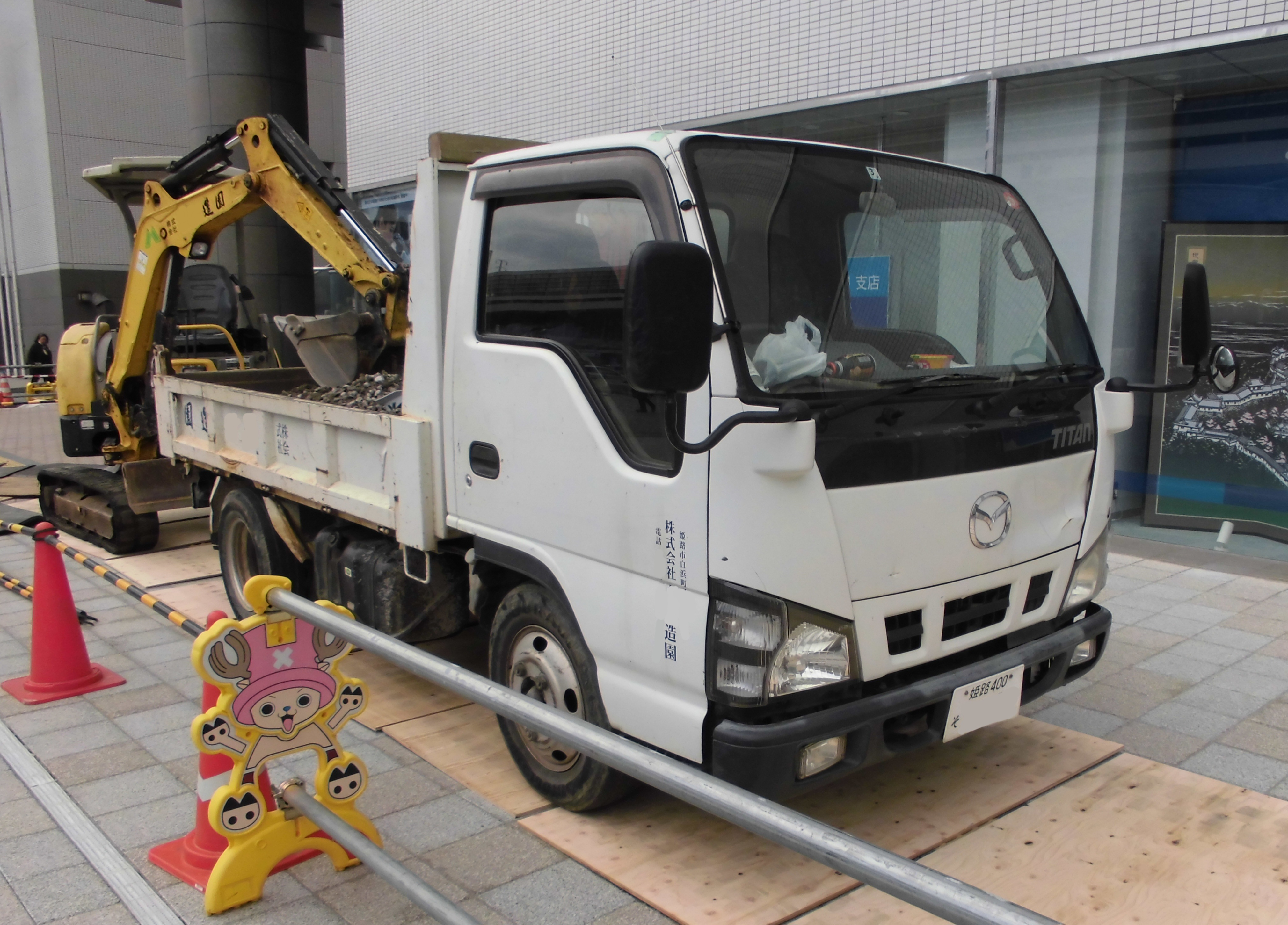
5代目

2003年7月4日
2004年後半から、いすゞ・エルフのOEM供給に合意したと、マツダ・いすゞの共同プレスリリースで発表した。
2004年6月24日
5代目発表。本代からエルフのOEM車種となった。最後の自社製である4代目の1.5-4t車は僅か4年の生産となった（トラックのモデルライフは通常10年ほどである）。ディーゼルエンジンを4.8L・4.8Lターボ、3.1Lの3種類に整理され、先代から販売を開始したCNG車に加え、LPG車も設定された。また、AT限定免許で運転できるクラッチペダルレスのMT「スムーサーE」を採用（メーカーオプションでAT仕様の「スムーサーEオートシフト」の設定も可能）。4.8Lディーゼル車にはアイドリングストップ機能、ABS、ASR（アンチスリップレギュレーター）を標準装備。ラインナップも4代目で中止された4WD車やダブルキャブ車が復活された。

#### 6代目（2WD・2007年-2023年、4WD・2007年 - ）

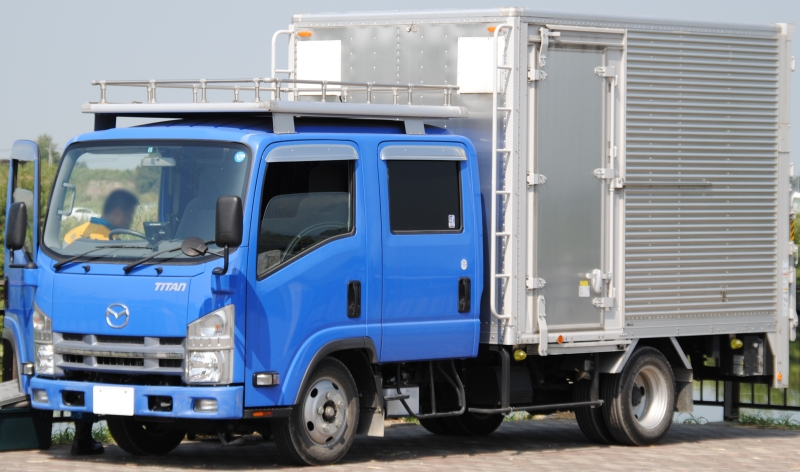
6代目 2007年1月発売型

2007年1月10日
エルフの6代目モデルに合わせてフルモデルチェンジ。5代目に装備されたアイドリングストップシステムに自動再始動機能を追加した「アイドリングストップ&スタートシステム」へ強化。新たに標準キャビンから+75mm車幅を拡大した標準キャビンとワイドキャビンの中間にあたるミドルキャビンを新設。また、2ペダル式のマニュアル変速機「スムーサーオートシフト」が設定されたほか、乗降頻度が高い小型トラックの利用法を考慮し、イモビライザーが標準装備された。
なお、ボディカラーはOEM元のエルフや後に発売された姉妹車である日産・アトラス（1.5tクラス及び2tクラス）よりもバリエーションが絞られ、白系のアークホワイトと青系のトランスブルーの2色のみとなる。
2009年5月15日
一部改良。変速機の変更により3トン積載仕様の一部（標準キャビン車と一部の4WD仕様を除くミドルキャビン車）で「平成27年度重量車燃費基準」を達成。灯火器規制の改正対応のため、標準キャビン車でドアサイド下部に方向指示灯（ドアサイドターンランプ）が標準装備され、DPDとスムーサーに音声による警報機能が追加された。
2011年6月16日
一部改良。ディーゼルエンジンを3.0Lの4JJ1-TCS型に統一しダウンサイジングを図ったことによりディーゼルエンジンの燃焼効率と排出ガス性能を大幅に高めたことで、尿素SCRを非搭載としながらも、ポスト新長期排出ガス規制に適合。尿素SCRを非搭載とすることで尿素水の供給体制が整っていない市街地での利便性に配慮し、従来通りの車種展開・積載能力・架装性が保持されている。また、2WD車は「平成27年度燃費基準」を達成。今後強化されるフロントアンダーランプロテクション（FUP）規制や後部大型反射器規制に対応し、安全性能も高められた。
2012年5月24日
一部改良。主力モデルにおいて「平成21年排出ガス基準10%低減レベル（低排出ガス車）」認定を取得。併せて、後方からの衝突時に乗用車の潜り込み防止をサポートするリア・アンダーラン・プロテクションを新基準に適合させ、安全規制強化にも対応した。
2014年11月28日
マイナーチェンジ。エンジンを低圧縮比化し、インジェクターを新型に変更。また、平ボディ車とバンシャシ車は車両停車時にクラッチペダルの操作を行うだけでエンジンの自動停止/再始動が可能なアイドリングストップ&スタートシステム「ecostop（エコストップ）」を標準装備。ディーゼルMT車は積載状態や道路勾配を判別して自動的に馬力制御や加速度制御を行う「ECONOモード」を追加し、可変容量パワーステアリングポンプの採用や6速トランスミッションのギア比を見直して燃費を向上したことで、全車平成27年度燃費基準（車両型式がTPGで始まる車両は「平成27年度燃費基準+5%」、平ボディの「ecostop」装備車は「平成27年度燃費基準+10%」）を達成した。併せて、ラジエーターグリルを刷新するなどフロントマスクを変更し、インテリアのシートデザインも変更した。
2019年8月
マイナーチェンジ（仕様変更扱い）。
エンジンを4JZ1型（仕様により4JZ1-TCS型又は4JZ1-TCH型）に換装され、尿素SCRを新たに搭載したことで「平成28年排出ガス規制」に適合するとともに、燃費性能の向上により「平成27年度燃費基準+10%（車両型式が2PGから始まる4WD車は+5%）」を達成。2WD・MT車には坂道や積載時での発進時にエンジンアイドル回転数を上昇することでトルクフルでスムーズな発進を可能にするヒル・スタート・エイド（HSA/坂道発進補助装置、エルフの「START ASSIST」に相当）が装備された。
安全装備も強化され、ステレオカメラ方式のプリクラッシュブレーキ、車間距離警報、車線逸脱警報（LDWS）、先行車発進お知らせ機能、電子制御式車両姿勢制御システム（IESC）を、スムーサー オートシフト車には誤発進抑制機能も採用され、平ボディ1.55tのワイドロー・ダブルタイヤ、平ボディ2tのワイドロー・ダブルタイヤと高床・シングルタイヤを除く全車に標準装備された（一部車種はレスオプションの設定が可能）。
なお、フロントパネル右上に装着されている「TITAN」の車名ロゴデカールが「Mazda Type」に変更された。
2021年4月
一部改良（仕様変更扱い）。
前述のプリクラッシュブレーキ、車間距離警報、LDWS、先行車発進お知らせ機能、IESC、誤発進抑制機能（スムーサー オートシフト車のみ）を平ボディ1.55tのワイドロー・ダブルタイヤ、平ボディ2tのワイドロー・ダブルタイヤと高床・シングルタイヤにも拡大され、全車標準装備となった。
「デラックス」と「カスタム」はヘッドランプがLED化され、ミドルキャビンとワイドキャビンはフロントフォグランプもLED化された。
そのほか、オーディオにおいては、Bluetoothを全車に搭載するとともに、従来「カスタム」のみの設定だった電源供給（500mAまで）対応のUSB端子を「スタンダード」と「デラックス」にも装備され、「スタンダード」は従来装備されていなかったAUX端子も装備され、スピーカーをオーディオ本体内蔵の1スピーカーから2スピーカーに強化。「デラックス」はフロントグリルをボディカラー同色からサテンシルバーへ変更された。
4WD車は2023年の7代目に移行した後も6代目を継続販売する。

#### 7代目（2023年-）

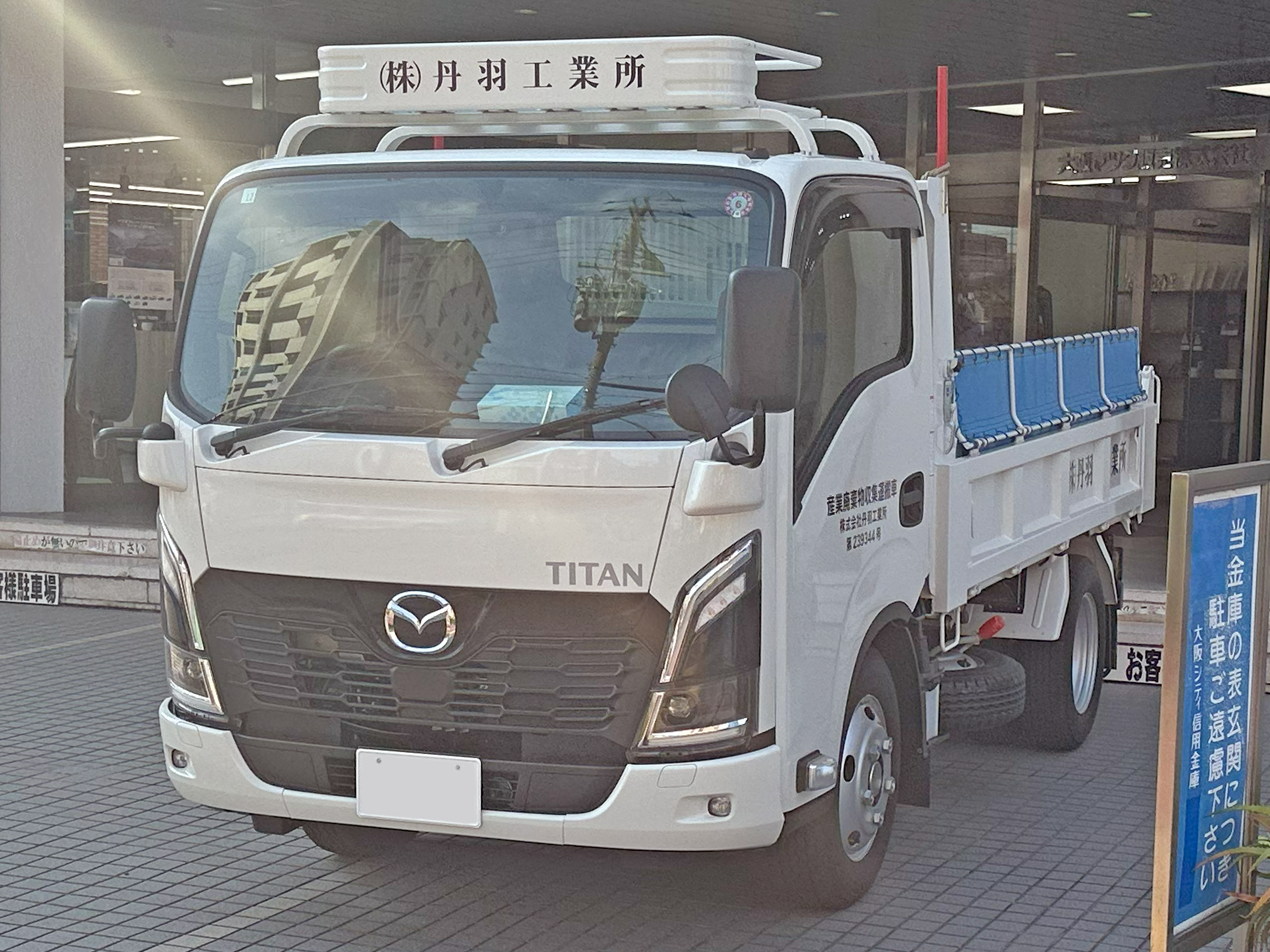
7代目

2023年8月
エルフの7代目モデルに合わせてフルモデルチェンジ（公式発表は行われず、仕様変更扱い）。
グレード体系は6代目からそのまま踏襲され、「スタンダード」、「デラックス」、「カスタム」の3グレードとなる。
フロントフェイスは先に7代目にフルモデルチェンジされた兄弟車種のアトラス（2tクラス）に準じたデザインとなり、車名ロゴデカールやフロントのCIが異なる程度となる。キャブのバリエーションは6代目から踏襲され3種類が設定されているが、名称を"キャビン"および低床デッキの"ワイドロー"・"フルワイドロー"からOEMのエルフや兄弟車種のアトラスと同じ"キャブ"および"フラットロー"・"フルフラットロー"へ変更・統一された。当初はシングルキャブのみ設定されていたが、後にダブルキャブとスペースキャブ（スペースキャブは車両総重量5トン未満の標準キャブ車の内LJRのみ）が追加された。最大積載量は1.75t～4.6tの設定となり、1.5tは設定されない（1.5tは6代目の4WDを継続販売）。ボディカラーは6代目からそのまま踏襲され、白系のアークホワイトと青系のトランスブルーの2色展開となる。
エンジンは6代目から踏襲され、トランスミッションも6代目同様にMTとAMTが設定されているが、6代目までのスムーサー オートシフトに代わり、9速に多段化されたデュアルクラッチトランスミッションであるISIM（=アイシム、Isuzu Smooth Intelligent TransMission）に変更された。
安全装備は6代目から強化され、「デラックス」と「カスタム」は交差点警報とフロントブラインドスポットモニターが追加され、プリクラッシュブレーキ（PCB）に右左折時を追加、インデぺサス車はLEDヘッドランプを可変配光型に変更。「カスタム」はさらに、ドライバーステータスモニター（DSM）、ドライバー異常時対応システム（EDSS）単純停止、標識認識機能、標識連動型スピードリミッターも追加され、ISIM車には全車速車間クルーズ（FACC）も追加された。なお、OEM元のエルフ及び兄弟車種のアトラスや後に3代目にモデルチェンジされたUD・カゼットとは異なり、グレード別装備となる関係でレーンキープアシストが未設定となる。
また、「デラックス」と「カスタム」はパーキングブレーキが電動化された。

### タイタンLHR

#### 初代（2024年-）
2024年10月
1t系小型トラック「エルフミオ」のOEM供給を受け、「タイタンLHR」として発売（公式発表は行われていない）。
マツダの商用車ラインナップとしては、自社開発時代のタイタンダッシュ（2010年販売終了）以来14年ぶりの1t系小型トラック復活となったと同時に、2024年1月にボンゴトラックの型式指定が取り消されて以来、9が月ぶりに普通免許で運転可能な4ナンバー小型トラックのラインナップが復活した。
グレード体系は、「デラックス」、「カスタム」の2グレードとなる。
キャブのバリエーションは基本的にエルフミオに準じており、シングルキャブ・ダブルキャブ・スペースキャブで展開する。完成車シリーズにはドライバンの設定は無い。
エンジンはエルフミオと同じRZ4E型（1.9L直噴ディーゼルターボエンジン）で、トランスミッションも同じくトルクコンバーター式6速ATのみの設定となる。
安全装備は後に発売された「アトラス 普通免許対応モデル」同様、エルフミオではメーカーオプションとなるフロントブラインドスポットモニターとプリクラッシュブレーキ（PCB、右左折時）が標準装備された。
ボディカラーは、白系のアークホワイトと青系のトランスブルーの2色展開となる。